# 672년

## 연호
- 당(唐) 함형(咸亨) 3년

## 기년
- 당(唐) 고종(高宗) 23년
- 신라(新羅) 문무왕(文武王) 12년

## 사건
- 4월 11일 - 교황 아데오다토 2세, 77대 로마 교황 취임.

## 사망
- 1월 27일 - 교황 비탈리아노, 76대 로마 교황.
- 고구려의 대형 검모잠